# Cayeux-en-Santerre
Cayeux-en-Santerre település Franciaországban, Somme megyében. Lakosainak száma 123 fő (2022. január 1.). Cayeux-en-Santerre Wiencourt-l’Équipée, Beaucourt-en-Santerre, Caix, Guillaucourt, Ignaucourt, Marcelcave és Le Quesnel községekkel határos.

## Népesség
A település népességének változása:
| Lakosok száma | 118  | 117  | 120  | 121  | 122  | 123  | 122  | 122  | 123  |
|               | 2013 | 2015 | 2016 | 2017 | 2018 | 2019 | 2020 | 2021 | 2022 |